# Нізенбан (фунікулер)
46°38′22″ пн. ш. 7°41′24″ сх. д. / 46.6394° пн. ш. 7.69° сх. д.

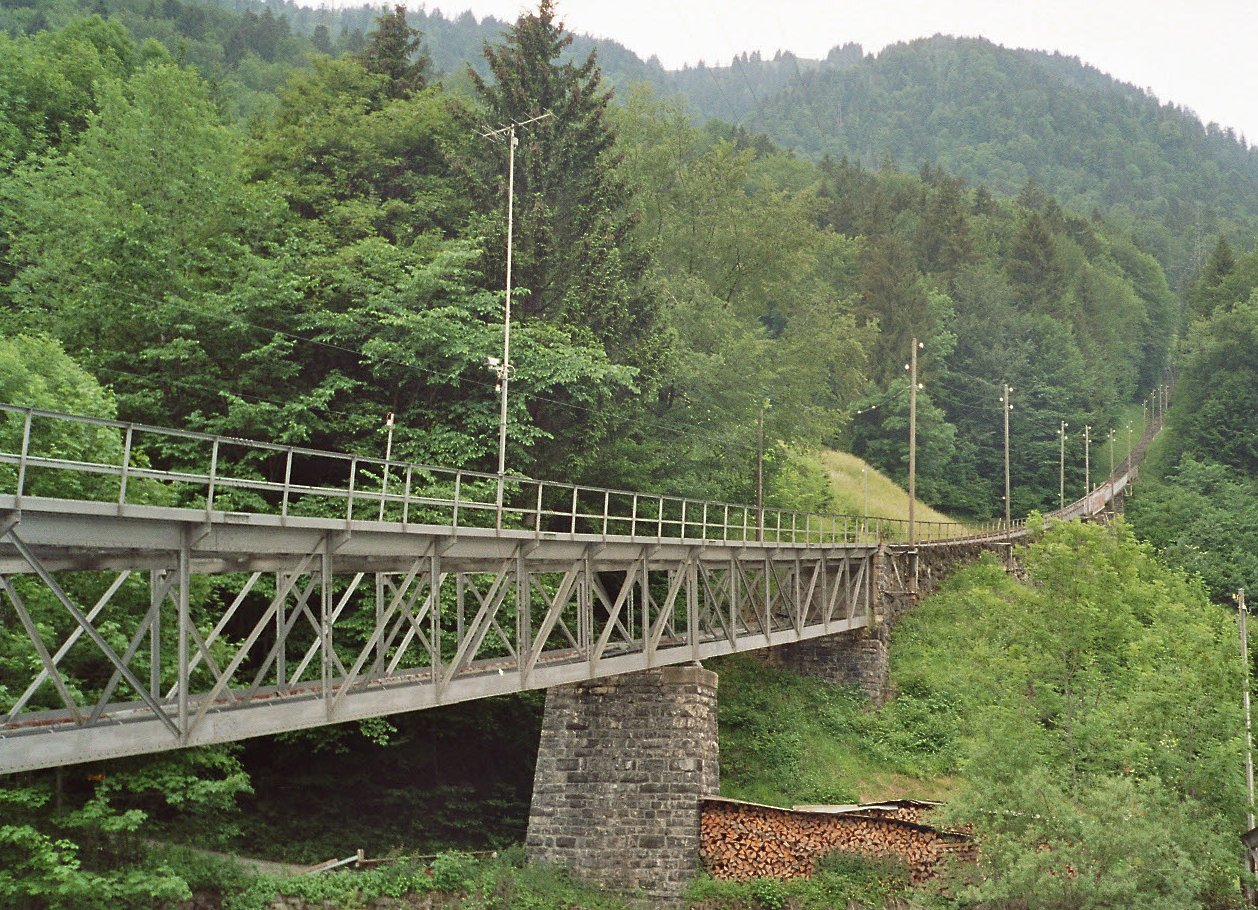
Міст Нізенбан біля долинної станції

Нізенбан — фунікулер у Бернських горах, Швейцарія, оператором якого є Niesenbahn AG (NB). Прямує від Мюленена до Нізена, популярної точки огляду на озері Тун.
Нізенбан — один із найдовших фунікулерів у Європі. Нижня станція знаходиться в Мюлені, поруч із залізничною станцією Мюлен Лечбергбану BLS AG, на відмітці 693 метрів над рівнем моря. Через свою протяжність маршрут поділений на дві частини. Перша дистанція розташована на висоті 2111 м і максимальним ухилом 66 % веде до проміжної станції Швандегг на висоті 1669 метри. Звідти друга дистанція веде з висоти 1388 м і максимальним нахилом 68 % до гірської станції Нізен-Кульм на висоті 2336 метри над рівнем моря.

## Будівництво
У 1856 році на Нізен-Кульмі була побудована перша корчма, коли почали поширюватися гірські походи для задоволення. Гості підіймалися на Нізен пішки. Багатих підіймали на гору на конях і мулах або на стільцях, які несли четверо чоловіків. Композитор Йоганнес Брамс піднявся на Нізен в 1886 році, він не дуже був радий труднощам, які тривали кілька годин.
Перший проект залізниці на Нізені передбачав зубчасту залізницю від Вімміса. У 1902 році будівельний майстер Йоганн Фрутігер фон Обергофен (Frutiger AG) отримав концесію на будівництво та експлуатацію фунікулера від Мюленен до Нізена. 12. Ініціативний комітет був створений у жовтні 1904 року, і капітал компанії в 1 008 500,00 швейцарських франків був зібраний за допомогою акцій. Будівельні роботи розпочалися 26 квітня 1906 року, перша дистанція Мюленен - Швандегг була завершена в 1908 році. З червня 1910 року друга дистанція лінії також була введена в експлуатацію до Нізена. У 1909 році на цьому будівництві працювало до 350 осіб. Зрештою вартість будівництва склала 1 755 000,00 швейцарських франків.

## Оператор
15 липня 1910 року відбулось відкриття зі 150 гостями, яких доставили на Нізеншпітце трьома стравами та 50 хвилинами їзди. Першим президентом Niesenbahn AG був Nationalrat Арнольд Готліб Бюлер. Частоти та операційний дохід спочатку не виправдали очікувань. Niesenbahn як чистий підйомник на вершину надзвичайно залежить від погодних умов. Об'єкт також неодноразово постраждав від лавин. Під час Першої світової війни дохід впав до 20 000,00 франків, але борг швидко зростав. У 1923 році за участю Федерального верховного суду довелося провести фінансову реструктуризацію. Після цієї реконструкції умови роботи Niesenbahn AG покращилися. Також відбулося підвищення продуктивності. Ці вдосконалення скоротило час у дорозі з 50 хвилин до 28 хвилин сьогодні. Сьогодні, у гарні дні, понад 2000 гостей катаються на фунікулері Нізенбан.